# Lonchophylla handleyi
Lonchophylla handleyi là một loài động vật có vú trong họ Dơi mũi lá, bộ Dơi. Loài này được Hill mô tả năm 1980.